# Eiskunstlauf-Europameisterschaften 2025
Die 116. Eiskunstlauf-Europameisterschaften fanden vom 28. Januar bis zum 2. Februar 2025 in der estnischen Hauptstadt Tallinn statt.
Mitte Oktober 2022 hatte die Internationale Eislaufunion (ISU) die EM an Zagreb vergeben, der kroatische Verband zog sich aber später von der Austragung zurück. Tallinn war bereits 2010 und 2022 Austragungsort der Europameisterschaften. Die Austragungsstätte ist die Tondiraba jäähall.

## Bilanz

### Medaillenspiegel
| Platz | Land                   | Gold | Silber | Bronze | Gesamt |
| ----- | ---------------------- | ---- | ------ | ------ | ------ |
| 1     | Italien                | 1    | 2      | 0      | 3      |
| 2     | Deutschland            | 1    | 0      | 0      | 1      |
| 2     | Estland                | 1    | 0      | 0      | 1      |
| 2     | Schweiz                | 1    | 0      | 0      | 1      |
| 5     | Frankreich             | 0    | 1      | 1      | 2      |
| 5     | Georgien               | 0    | 1      | 1      | 2      |
| 7     | Belgien                | 0    | 0      | 1      | 1      |
| 7     | Vereinigtes Königreich | 0    | 0      | 1      | 1      |

### Medaillen
| Konkurrenz | Gold                                   | Silber                                | Bronze                               |
| ---------- | -------------------------------------- | ------------------------------------- | ------------------------------------ |
| Männer     | Lukas Britschgi                        | Nikolaj Memola                        | Adam Siao Him Fa                     |
| Frauen     | Niina Petrõkina                        | Anastassia Gubanowa                   | Nina Pinzarrone                      |
| Paare      | Minerva-Fabienne Hase / Nikita Wolodin | Sara Conti / Niccolò Macii            | Anastassia Metelkina / Luka Berulawa |
| Eistanz    | Charlène Guignard / Marco Fabbri       | Evgeniia Lopareva / Geoffrey Brissaud | Lilah Fear / Lewis Gibson            |

## Ergebnisse

### Herren
| Platz                          | Sportler                     | Land                   | Punkte | KP | KP    | Kür | Kür    |
| ------------------------------ | ---------------------------- | ---------------------- | ------ | -- | ----- | --- | ------ |
| 1                              | Lukas Britschgi              | Schweiz                | 267,09 | 8  | 82,90 | 1   | 184,19 |
| 2                              | Nikolaj Memola               | Italien                | 262,61 | 5  | 84,92 | 2   | 177,69 |
| 3                              | Adam Siao Him Fa             | Frankreich             | 257,99 | 1  | 93,12 | 3   | 164,87 |
| 4                              | Nika Egadse                  | Georgien               | 243,87 | 2  | 91,94 | 8   | 151,93 |
| 5                              | Matteo Rizzo                 | Italien                | 241,21 | 4  | 85,68 | 6   | 155,53 |
| 6                              | Deniss Vasiļjevs             | Lettland               | 239,70 | 12 | 77,82 | 4   | 161,88 |
| 7                              | Mihhail Selevko              | Estland                | 239,00 | 6  | 84,85 | 7   | 154,15 |
| 8                              | Daniel Grassl                | Italien                | 237,74 | 10 | 78,15 | 5   | 159,59 |
| 9                              | Aleksandr Selevko            | Estland                | 230,91 | 7  | 84,65 | 11  | 146,26 |
| 10                             | Władimir Samojłow            | Polen                  | 229,67 | 3  | 85,98 | 13  | 143,69 |
| 11                             | Andreas Nordebäck            | Schweden               | 227,11 | 9  | 79,02 | 9   | 148,09 |
| 12                             | Adam Hagara                  | Slowakei               | 224,14 | 13 | 77,06 | 10  | 147,08 |
| 13                             | Lev Vinokur                  | Israel                 | 221,04 | 14 | 76,35 | 12  | 144,69 |
| 14                             | Fedir Kulish                 | Lettland               | 214,33 | 15 | 74,48 | 14  | 139,85 |
| 15                             | Vladimir Litvintsev          | Aserbaidschan          | 208,83 | 11 | 77,86 | 16  | 130,97 |
| 16                             | Iwan Schmuratko              | Ukraine                | 201,89 | 17 | 71,53 | 17  | 130,36 |
| 17                             | Semen Daniliants             | Armenien               | 197,97 | 19 | 69,26 | 18  | 128,71 |
| 18                             | Kornel Witkowski             | Polen                  | 197,14 | 23 | 65,21 | 15  | 131,93 |
| 19                             | Tomàs-Llorenç Guarino Sabaté | Spanien                | 190,23 | 21 | 67,66 | 19  | 122,57 |
| 20                             | Edward Appleby               | Vereinigtes Königreich | 187,84 | 16 | 72,45 | 21  | 115,39 |
| 21                             | Aleksandr Vlasenko           | Ungarn                 | 185,52 | 22 | 67,25 | 20  | 118,27 |
| 22                             | Kévin Aymoz                  | Frankreich             | 183,84 | 18 | 70,68 | 22  | 113,16 |
| 23                             | Georgii Reshtenko            | Tschechien             | 175,23 | 20 | 68,05 | 24  | 107,18 |
| 24                             | Valtter Virtanen             | Finnland               | 174,83 | 24 | 65,18 | 23  | 109,65 |
| Nicht für die Kür qualifiziert |                              |                        |        |    |       |     |        |
| 25                             | Davide Lewton Brain          | Monaco                 | 63,81  | 25 | 63,81 | —   | —      |
| 26                             | Maurizio Zandron             | Österreich             | 63,79  | 26 | 63,79 | —   | —      |
| 27                             | Nikita Starostin             | Deutschland            | 63,54  | 27 | 63,54 | —   | —      |
| 28                             | David Sedej                  | Slowenien              | 59,46  | 28 | 59,46 | —   | —      |
| 29                             | Alp Eren Özkan               | Türkei                 | 59,22  | 29 | 59,22 | —   | —      |
| 30                             | Alexander Zlatkov            | Bulgarien              | 58,61  | 30 | 58,61 | —   | —      |
| 31                             | Filip Ščerba                 | Tschechien             | 58,30  | 31 | 58,30 | —   | —      |
| 32                             | Noah Bodenstein              | Schweiz                | 53,75  | 32 | 53,75 | —   | —      |
| 33                             | Daniel Korabelnik            | Litauen                | 53,02  | 33 | 53,02 | —   | —      |
| 34                             | Jari Kessler                 | Kroatien               | 50,83  | 34 | 50,83 | —   | —      |

### Damen
| Platz                          | Sportlerin            | Land                   | Punkte | KP | KP    | Kür | Kür    |
| ------------------------------ | --------------------- | ---------------------- | ------ | -- | ----- | --- | ------ |
| 1                              | Niina Petrõkina       | Estland                | 208,18 | 2  | 68,94 | 1   | 139,24 |
| 2                              | Anastassia Gubanowa   | Georgien               | 198,61 | 1  | 68,99 | 2   | 129,62 |
| 3                              | Nina Pinzarrone       | Belgien                | 191,44 | 4  | 66,80 | 3   | 124,64 |
| 4                              | Kimmy Repond          | Schweiz                | 186,64 | 3  | 68,68 | 5   | 117,96 |
| 5                              | Anna Pezzetta         | Italien                | 186,19 | 6  | 62,73 | 4   | 123,46 |
| 6                              | Lara Naki Gutmann     | Italien                | 181,51 | 5  | 63,79 | 6   | 117,72 |
| 7                              | Julia Sauter          | Rumänien               | 172,64 | 8  | 61,96 | 10  | 110,68 |
| 8                              | Jekatierina Kurakowa  | Polen                  | 169,01 | 9  | 58,70 | 11  | 110,31 |
| 9                              | Kristen Spours        | Vereinigtes Königreich | 168,21 | 10 | 57,39 | 9   | 110,82 |
| 10                             | Lorine Schild         | Frankreich             | 168,21 | 7  | 62,47 | 13  | 105,74 |
| 11                             | Léa Serna             | Frankreich             | 163,70 | 17 | 50,33 | 7   | 113,37 |
| 12                             | Mia Risa Gomez        | Norwegen               | 161,71 | 16 | 50,72 | 8   | 110,99 |
| 13                             | Mariia Seniuk         | Israel                 | 159,33 | 13 | 53,86 | 14  | 105,47 |
| 14                             | Alexandra Fejgin      | Bulgarien              | 159,26 | 14 | 53,32 | 12  | 105,94 |
| 15                             | Linnea Ceder          | Finnland               | 156,01 | 12 | 54,82 | 15  | 101,19 |
| 16                             | Jade Hovine           | Belgien                | 154,46 | 11 | 56,19 | 16  | 98,27  |
| 17                             | Josefin Taljegård     | Schweden               | 149,59 | 15 | 53,04 | 17  | 96,55  |
| 18                             | Janna Jyrkinen        | Finnland               | 146,18 | 18 | 50,30 | 18  | 95,88  |
| 19                             | Michaela Vrašťáková   | Tschechien             | 135,84 | 24 | 47,76 | 19  | 88,08  |
| 20                             | Vanesa Šelmeková      | Slowakei               | 135,44 | 22 | 48,94 | 20  | 86,50  |
| 21                             | Anastasija Konga      | Lettland               | 133,77 | 23 | 47,79 | 21  | 85,98  |
| 22                             | Julija Lovrenčič      | Slowenien              | 133,49 | 20 | 49,40 | 22  | 84,09  |
| 23                             | Stefanie Pesendorfer  | Österreich             | 128,02 | 21 | 48,95 | 23  | 79,07  |
| 24                             | Jogailė Aglinskytė    | Litauen                | 118,75 | 19 | 50,11 | 24  | 68,64  |
| Nicht für die Kür qualifiziert |                       |                        |        |    |       |     |        |
| 25                             | Antonina Dubinina     | Serbien                | 44,36  | 25 | 44,36 | —   | —      |
| 26                             | Niki Wories           | Niederlande            | 42,26  | 26 | 42,26 | —   | —      |
| 27                             | Anastassija Hoschwa   | Ukraine                | 42,21  | 27 | 42,21 | —   | —      |
| 28                             | Kristina Isaev        | Deutschland            | 40,65  | 28 | 40,65 | —   | —      |
| 29                             | Katinka Anna Zsembery | Ungarn                 | 40,59  | 29 | 40,59 | —   | —      |
| 30                             | Flora Marie Schaller  | Österreich             | 36,69  | 30 | 36,69 | —   | —      |
| 31                             | Ana Sofia Beşchea     | Rumänien               | 36,60  | 31 | 36,60 | —   | —      |

### Paare
| Platz                          | Sportler                                   | Land                   | Punkte | KP | KP    | Kür | Kür    |
| ------------------------------ | ------------------------------------------ | ---------------------- | ------ | -- | ----- | --- | ------ |
| 1                              | Minerva Fabienne Hase / Nikita Wolodin     | Deutschland            | 212,48 | 1  | 71,59 | 1   | 140,89 |
| 2                              | Sara Conti / Niccolò Macii                 | Italien                | 206,89 | 2  | 68,52 | 2   | 138,37 |
| 3                              | Anastassia Metelkina / Luka Berulawa       | Georgien               | 191,88 | 9  | 57,03 | 3   | 134,85 |
| 4                              | Maria Pavlova / Alexei Sviatchenko         | Ungarn                 | 191,44 | 3  | 65,88 | 4   | 125,56 |
| 5                              | Anastasia Vaipan-Law / Luke Digby          | Vereinigtes Königreich | 183,76 | 4  | 64,83 | 6   | 118,93 |
| 6                              | Rebecca Ghilardi / Filippo Ambrosini       | Italien                | 180,86 | 6  | 60,95 | 5   | 119,91 |
| 7                              | Ioulia Chtchetinina / Michał Woźniak       | Polen                  | 177,86 | 7  | 60,31 | 7   | 117,55 |
| 8                              | Annika Hocke / Robert Kunkel               | Deutschland            | 176,55 | 5  | 62,68 | 8   | 113,87 |
| 9                              | Camille Kovalev / Pavel Kovalev            | Frankreich             | 167,63 | 8  | 57,13 | 9   | 110,50 |
| 10                             | Daria Danilova / Michel Tsiba              | Niederlande            | 166,84 | 11 | 56,52 | 10  | 110,32 |
| 11                             | Sofija Holitschenko / Artem Darenskyj      | Ukraine                | 164,95 | 10 | 56,73 | 11  | 108,22 |
| 12                             | Letizia Roscher / Luis Schuster            | Deutschland            | 158,15 | 12 | 55,18 | 13  | 102,97 |
| 13                             | Oxana Vouillamoz / Tom Bouvart             | Schweiz                | 157,61 | 13 | 54,62 | 12  | 102,99 |
| 14                             | Milania Väänänen / Filippo Clerici         | Finnland               | 151,92 | 16 | 51,68 | 14  | 100,24 |
| 15                             | Irma Caldara / Riccardo Maglio             | Italien                | 150,53 | 14 | 53,75 | 15  | 96,78  |
| 16                             | Sophia Schaller / Livio Mayr               | Österreich             | 142,31 | 15 | 52,11 | 16  | 90,20  |
| Nicht für die Kür qualifiziert |                                            |                        |        |    |       |     |        |
| 17                             | Greta Crafoord / John Crafoord             | Schweden               | 49,14  | 17 | 49,14 | —   | —      |
| 18                             | Júlía Sylvía Gunnarsdóttir / Manuel Piazza | Island                 | 48,58  | 18 | 48,58 | —   | —      |

### Eistanz
| Platz                              | Sportler                                       | Land                   | Punkte | KP | KP    | Kür | Kür    |
| ---------------------------------- | ---------------------------------------------- | ---------------------- | ------ | -- | ----- | --- | ------ |
| 1                                  | Charlène Guignard / Marco Fabbri               | Italien                | 212,12 | 1  | 84,23 | 1   | 127,89 |
| 2                                  | Evgenia Lopareva / Geoffrey Brissaud           | Frankreich             | 206,76 | 2  | 82,75 | 4   | 124,01 |
| 3                                  | Lilah Fear / Lewis Gibson                      | Vereinigtes Königreich | 206,02 | 3  | 81,57 | 2   | 124,45 |
| 4                                  | Juulia Turkkila / Matthias Versluis            | Finnland               | 205,69 | 4  | 81,26 | 3   | 124,43 |
| 5                                  | Olivia Smart / Tim Dieck                       | Spanien                | 198,98 | 7  | 76,13 | 5   | 122,85 |
| 6                                  | Allison Reed / Saulius Ambrulevičius           | Litauen                | 196,66 | 5  | 78,67 | 7   | 117,99 |
| 7                                  | Yuka Orihara / Juho Pirinen                    | Finnland               | 193,94 | 8  | 75,70 | 6   | 118,24 |
| 8                                  | Diana Davis / Gleb Smolkin                     | Georgien               | 190,15 | 10 | 73,82 | 8   | 116,33 |
| 9                                  | Loïcia Demougeot / Théo le Mercier             | Frankreich             | 190,01 | 6  | 76,14 | 10  | 113,87 |
| 10                                 | Natálie Taschlerová / Filip Taschler           | Tschechien             | 188,49 | 11 | 73,44 | 9   | 115,05 |
| 11                                 | Jennifer Janse van Rensburg / Benjamin Steffan | Deutschland            | 186,87 | 9  | 75,45 | 11  | 111,42 |
| 12                                 | Kateřina Mrázková / Daniel Mrázek              | Tschechien             | 181,67 | 12 | 70,26 | 12  | 111,41 |
| 13                                 | Phebe Bekker / James Hernandez                 | Vereinigtes Königreich | 176,02 | 13 | 68,13 | 13  | 107,89 |
| 14                                 | Mariia Ignateva / Danijil Szemko               | Ungarn                 | 172,80 | 14 | 67,10 | 14  | 105,70 |
| 15                                 | Victoria Manni / Carlo Röthlisberger           | Italien                | 169,14 | 16 | 65,46 | 15  | 103,68 |
| 16                                 | Natacha Lagouge / Arnaud Caffa                 | Frankreich             | 167,09 | 15 | 65,60 | 16  | 101,49 |
| 17                                 | Milla Ruud Reitan / Nikolaj Majorov            | Schweden               | 162,24 | 17 | 62,19 | 18  | 100,05 |
| 18                                 | Carolane Soucisse / Shane Firus                | Irland                 | 161,76 | 19 | 61,56 | 17  | 100,20 |
| 19                                 | Paulina Ramanauskaitė / Deividas Kizala        | Litauen                | 157,06 | 18 | 61,56 | 19  | 95,50  |
| 20                                 | Marija Pintschuk / Mykyta Pohorjelow           | Ukraine                | 155,98 | 20 | 60,69 | 20  | 95,29  |
| Nicht für den Kürtanz qualifiziert |                                                |                        |        |    |       |     |        |
| 21                                 | Angelina Kudryavtseva / Ilia Karankevich       | Zypern                 | 59,38  | 21 | 59,38 | —   | —      |
| 22                                 | Maria Sofia Pucherová / Nikita Lysak           | Slowakei               | 56,24  | 22 | 56,24 | —   | —      |
| 23                                 | Gina Zehnder / Beda Leon Sieber                | Schweiz                | 53,44  | 23 | 53,44 | —   | —      |
| 24                                 | Sofiia Dovhal / Wiktor Kulesza                 | Polen                  | 52,52  | 24 | 52,52 | —   | —      |
| 25                                 | Samantha Ritter / Daniel Brykalov              | Aserbaidschan          | 51,56  | 25 | 51,56 | —   | —      |
| 26                                 | Emilia Monika Ziobrowska / Shiloh Douglas Judd | Rumänien               | 49,37  | 26 | 49,37 | —   | —      |
| 27                                 | Katarina DelCamp / Berk Akalın                 | Türkei                 | 48,92  | 27 | 48,92 | —   | —      |
| 28                                 | Hanna Jakucs / Alessio Galli                   | Niederlande            | 48,76  | 28 | 48,76 | —   | —      |
| 29                                 | Kristina Dobroserdova / Alessandro Pellegrini  | Armenien               | 48,30  | 29 | 48,30 | —   | —      |
| Z                                  | Elizabeth Tkachenko / Alexei Kiliakov          | Israel                 | —      | —  | —     | —   | —      |